# Music On The Road
Music On The RoadはJFN制作の番組で、DJはJFNパーソナリティの井門宗之。JFNB1プログラムで毎週日曜日9:00～9：55に放送している。また、ファイル配信されているため一部局では別の時間帯に放送されている。なお、COAST TO COASTと同じくFMぐんまでは公開生放送の時間確保のため全国ネットの時間帯の日曜日13:00-13:55に放送されている。またradio CUBE FM三重では2002年まで、現在自社製作枠の土曜日14:00-14:55に放送していた。

## 過去のDJ
- 蒲田健